# Teenybopper
Teenybopper is een genre popmuziek, gericht op tieners. Het genre is gebaseerd op een aantrekkelijke popartiest (m/v) van rond de twintig jaar oud, die niet al te ingewikkelde muziek speelt die makkelijk in het gehoor ligt, meegezongen kan worden en tienerthema's verwoordt.
De term is ontwikkeld in de jaren 50, toen artiesten als Johnnie Ray, Cliff Richard, Billy Fury en naamgever The Big Bopper de scherpste kantjes van de rock-'n-roll schaafden en op de populaire en soms zelfs sentimentele tour gingen.
In de jaren 70 vierde het genre hoogtij in de hitparades, als opvolger van de bubblegumstijl en naast de glamrock.
Het genre werd geparodieerd in de hit Teenybopper band van Catapult uit 1974.